# 上塩屋停留場
上塩屋停留場（かみしおやていりゅうじょう）は、鹿児島県鹿児島市東谷山一丁目にある鹿児島市電谷山線の停留場。鹿児島市電1系統の停車する駅である。

## 歴史
- 1912年（大正元年）12月1日：鹿児島電気軌道により設置される。
- 1928年（昭和3年）7月1日：鹿児島市電気局（現・鹿児島市交通局）に移管。

## 構造
- 2面2線の相対式ホーム。地上駅。隣接して踏切があり、各ホームとの行き来は電車が通過中でない限りいつでもできる。
- 終点の谷山停留場に近いため、屋根があるのは郡元方面行きの上りホームのみ。電車接近表示機及び、アナウンスは両ホームにある。
- 両のりばとも車椅子の使用は可。但し、電動車椅子はホーム幅が規定に足りないため不可。
- 無人駅で、乗車券などの販売は行っていない。

### のりば
- 1系統 - 谷山方面
- 1系統 - 脇田、郡元、騎射場、天文館、鹿児島駅前方面

## 利用状況
| 年度   | 1日平均 乗降人員 |
| ------ | ---------------- |
| 2011年 | 1,127            |
| 2012年 | 1,144            |
| 2013年 | 1,207            |
| 2014年 | 1,226            |
| 2015年 | 1,240            |

## 周辺
飲食店
- ジョイフル小松原店

ショッピング
- タイヨー
  - グラード東開店
  - 上塩屋店
- ファミリーマート小松原中央店(鹿児島銀行ATM設置店)
- イオンモール鹿児島

公園
- 日の出公園
- 砂走公園
- 射場前公園

医療施設
- 徳永クリニック
- 愛育病院
- 田之畑クリニック
- 中野脳神経外科

道路
- 国道225号

## バス路線
鹿児島交通の上塩屋バス停が利用可能である。
（下記は各系統の行先）

### 上塩屋バス停
| 上塩屋バス停（上り）−鹿児島県鹿児島市東谷山一丁目 |                          |              |
| 系統番号                                          | 経由地                   | 行先         |
| 1                                                 | 脇田・県庁前             | 鹿児島駅前   |
| 2                                                 | 脇田・騎射場             | 水族館前     |
| 2                                                 | 脇田・騎射場             | 鹿児島駅前   |
| 5                                                 | 鹿児島中央駅・天文館     | 金生町       |
| 6                                                 | 脇田・騎射場             | 金生町       |
| 6-2                                               | 脇田・騎射場             | 市役所前     |
| 6-3                                               | 脇田・県庁前             | 鹿児島駅前   |
| 7                                                 | 脇田・騎射場             | 金生町       |
| 種別                                              | 経由地                   | 行先         |
| 普通                                              | 鹿児島中央駅・天文館     | 金生町       |
| 普通                                              | 大門口                   | 金生町       |
| 上塩屋バス停（下り）−鹿児島県鹿児島市小松原一丁目 |                          |              |
| 系統番号                                          | 経由地                   | 行先         |
| 1                                                 | 谷山駅前・平川           | 平川星和台   |
| 2                                                 | 谷山駅前・坂之上         | 動物園       |
| 5                                                 | 七ツ島                   | 七ツ島1丁目  |
| 5                                                 | 谷山港・七ツ島           | 七ツ島1丁目  |
| 6                                                 | 恵比須中央・慈眼寺公園前 | 慈眼寺団地   |
| 6                                                 | 生協病院前・慈眼寺公園前 | 慈眼寺団地   |
| 6-2                                               | 新和田橋・慈眼寺公園前   | 慈眼寺団地   |
| 6-3                                               | 新和田橋・慈眼寺公園前   | 慈眼寺団地   |
| 7                                                 | 坂之上・国際大学前       | 慈眼寺団地   |
| 種別                                              | 経由地                   | 行先         |
| 普通                                              | 谷山駅前                 | 伊作         |
| 普通                                              | 坂之上・川辺高校         | 枕崎         |
| 普通                                              | 平川・知覧               | 特攻観音入口 |
| 普通                                              | 平川・喜入               | 山川桟橋     |

## 隣の停留場
鹿児島市交通局
鹿児島市電1系統
笹貫停留場 - 上塩屋停留場 - 谷山停留場